# بنای یادبود ملاحسین کاشفی
بنای یادبود ملا حسین واعظ کاشفی مربوط به دوره پهلوی دوم است و در سبزوار، ضلع جنوبی خیابان شهدا (خواجه نظام الملک) واقع شده و این اثر در تاریخ ۲۵ اسفند ۱۳۷۹ با شمارهٔ ثبت ۳۵۱۶ به‌عنوان یکی از آثار ملی ایران به ثبت رسیده است.
نقشه و طرح اثر از محمد اله آبادی است و اجرای آن را انجمن آثار ملی در سال ۱۳۵۲ عهده‌دار شد.

## منابع

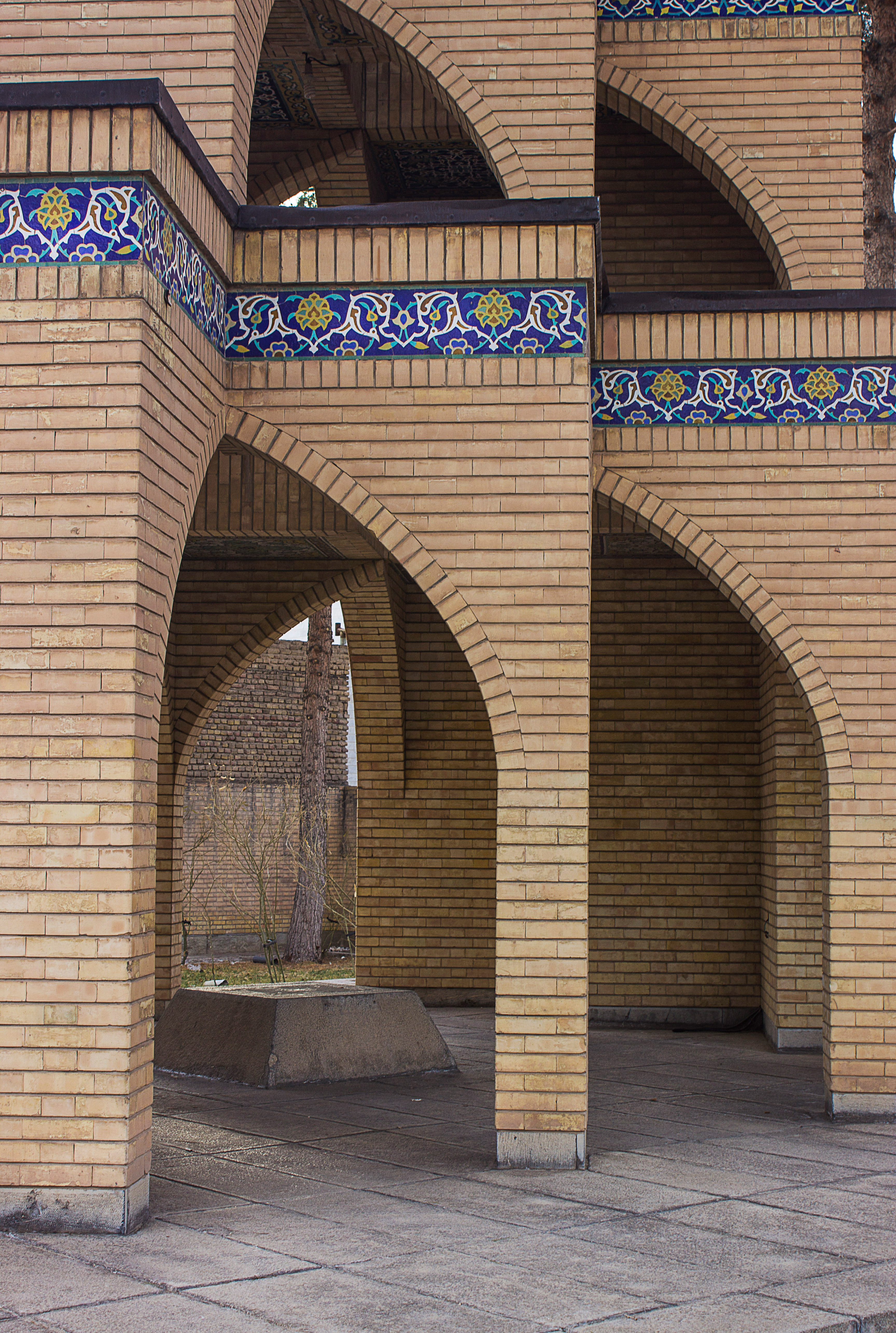
بنای یادبود ملاحسین کاشفی(عکاس سروش قلعه نوی)

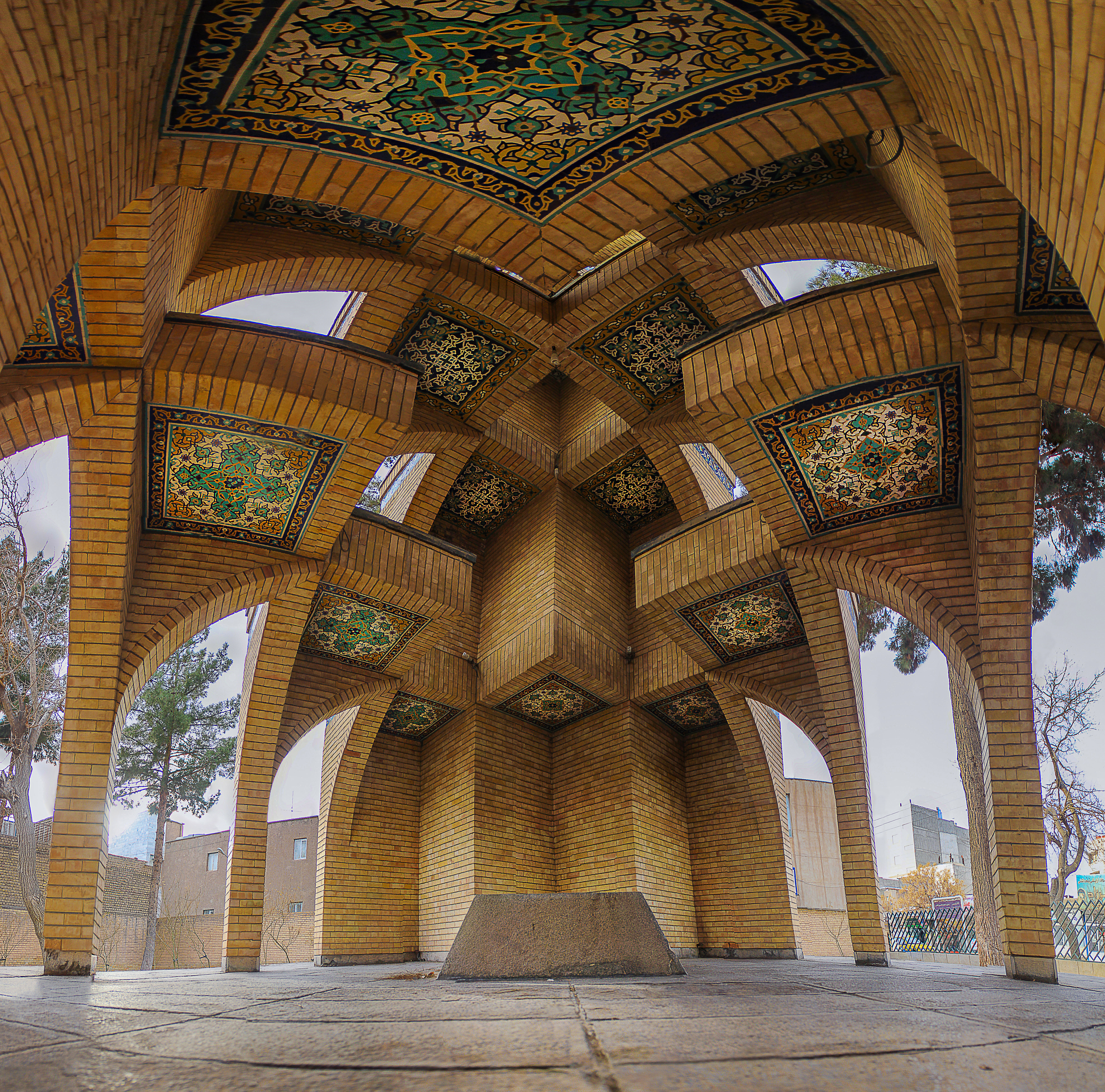
بنای داخلی آرامگاه (عکاس سروش قلعه نوی)